# Peter F. E. Sloane
Peter F. E. Sloane (* 28. November 1954 in Halifax, Großbritannien) ist ein britisch-deutscher Berufs- und Wirtschaftspädagoge und war Inhaber des Lehrstuhls für Wirtschaftspädagogik an der Universität Paderborn, an dem er am 1. August 2023 emeritiert wurde. 

## Biografie
Sloane ist britischer Staatsbürger und hat drei Kinder. Er war zunächst als Handelsassistent tätig und schloss seine Schulausbildung 1975 in Wuppertal mit dem Abitur ab.
Er studierte an der Universität zu Köln allgemeine Volks- und Betriebswirtschaftslehre, Recht, Statistik, Germanistik (Sprach- und Literaturwissenschaft) sowie Wirtschafts-, Berufs- und Sozialpädagogik. Das Studium schloss er dort 1980 als Diplom-Handelslehrer ab. 1983 promovierte er an der Universität zu Köln. Von 1982 bis 1992 unterrichtete er als Lehrer an einer Meisterschule in Köln Rechnungswesen, Rechts- und Soziallehre, Wirtschaftslehre und Berufs- und Arbeitspädagogik. 1992 habilitierte er sich an der Universität zu Köln. Von 1992 bis 1996 unterrichtete er als Hochschullehrer Wirtschaftspädagogik an der wirtschaftswissenschaftlichen Fakultät der Friedrich-Schiller-Universität Jena und wechselte dann bis 2000 an die Fakultät für Betriebswirtschaft der Ludwig-Maximilians-Universität München, dort war er auch Vorstand des Instituts für Wirtschafts- und Sozialpädagogik. Im Jahr 2000 wechselte er an die Fakultät für Wirtschaftswissenschaften der Universität Paderborn, deren Dekan er von 2003 bis 2011 war. Seit 2011 ist Peter F. E. Sloane zudem Associate Research Fellow am Department of Education der University of Oxford und seit 2013 Appointed Visiting Professor am Department of Education der University of Leeds. In der 19. Wahlperiode des Deutschen Bundestages war er eines der von den Fraktionen berufenen Mitglieder der Enquete-Kommission Berufliche Bildung in der digitalen Arbeitswelt.

## Forschungsschwerpunkte
Peter F. E. Sloane promoviert 1983 bei Martin Twardy an der Universität Köln mit einer Arbeit zu Theoretischen und praktischen Aspekten der Zielbestimmung. Im Kontext beruflicher Weiterbildung nimmt er dabei unter dem Fokus der Struktur von Lern-Zielsystemen das berufliche Lernen und Lehren in den Blick. Darüber hinaus hat er folgende Forschungsschwerpunkte:
Modellversuchsforschung: In seiner Habilitationsschrift Modellversuchsforschung – Überlegungen zu einem wirtschaftspädagogischen Forschungsansatz, analysierte er 1992 grundlegend die wissenschaftliche Begleitung schulischer und betrieblicher Modellvorhaben.
Didaktik sozialökonomischer Erziehung: Durch die Begleitung von Modellversuchen und durch zahlreiche Veröffentlichungen trug Peter F. E. Sloane maßgeblich zur Implementation von Curricula mit Lernfeldern in die berufsschulische Ausbildung bei. Von besonderer Bedeutung waren dabei das DFG-Projekt FäLoU (= Fächer- und Lernortübergreifender Unterricht) von 1998 bis 2000 sowie die BLK-Modellversuche NELE (= Neue Unterrichtsstrukturen und Lernkonzepte durch berufliches Lernen in Lernfeldern) von 1998 bis 2001 sowie segel-bs (= selbst reguliertes Lernen in Lernfeldern der Berufsschule) von 2005 bis 2008. In seine Forschung integriert er dabei mikrodidaktische Fragestellungen (= Unterricht) mit organisatorischen und institutionellen Aspekten. So legt er 2007 ein Modell der prozessorientierten Bildungsgangarbeit vor, das bei didaktischen Innovationsvorhaben eingesetzt werden kann.
Institutionentheorie: Sloane forscht zu politisch-institutionellen Abstimmungsprozessen im Berufsbildungssystem sowie zu Steuerungsmechanismen beruflicher Bildung. Besondere Bedeutung nimmt dabei seit 2005 die Untersuchung kompetenzorientierter Curricula und von Bildungsstandards ein. So analysiert er die Implementation des Europäischen Qualifikationsrahmens in das deutsche Bildungssystem.
Lehrerbildung für berufliche Schulen: Eng verknüpft mit den genannten Forschungsschwerpunkten ist bei Peter F. E. Sloane die Untersuchung von Konzepten zur Lehrkräftebildung. Dabei geht es um die Anpassung der Lehrerbildung für berufliche Schulen an die aktuellen gesellschaftlichen Entwicklungen. 
Zu seinen Schülern gehören z. B. Ulrich Braukmann und H.-Hugo Kremer.

## Modellversuche (Wissenschaftliche Begleitung)
- BMBF Projekt ImTransRegio – Implementation von Transferagenturen als regionale Innovationszentren in Deutschland[4]
- Forschungs- und Entwicklungsprojekt NeGeL – Neugestaltung von Lernprozessen an Berufskollegs in Deutschland[5]
- BMBF Projekt Transport – Transfer des Modellprogramms ‚Lernen vor Ort‘ in Deutschland und der Schweiz[6]
- BMBF Projekt OrgEniFa – Organisatorische Entwicklung in Fakultäten in Nordrhein-Westfalen[7]
- BMBF Projekt Struktur und Relevanz des informellen und non-formalen Lernens im Gesundheitswesen in Niedersachsen und Nordrhein-Westfalen
- MSW Projekt Wirtschaftspädagogisches Graduiertenkolleg in Nordrhein-Westfalen[8]
- EU Pilotprojekt Bobcat – Building competence-based learning environments for personalized vocational teacher education and training in Deutschland, Finnland und Österreich
- BLK Modellversuch mosel – Modelle des selbstgesteuerten und kooperativen Lernens und die notwendigen Veränderungen in Bezug auf die Personal- und Organisationsentwicklung in Nordrhein-Westfalen[9]
- EU Pilotprojekt CONNECT – Cultural and Organisational Network for New European Contents in Training in Deutschland, Finnland, Großbritannien, Österreich, Polen, Tschechische Republik und Ungarn[10]
- BLK Modellversuchsverbund segel-bs – Selbst reguliertes Lernen in Lernfeldern der Berufsschule in Bayern und Nordrhein-Westfalen[11]
- BLK Modellversuch FIT – Flexibilisierung, Individualisierung und Teamentwicklung in einer integrativen lernfeldorientierten Lehrerausbildung für berufliche Schulen in Hessen[12]
- BLK Modellversuchsverbund WISLOK – Wissensforum als Instrument zur Verbesserung der Lernortkooperation in Bayern und Hessen[13]
- BLK Modellversuchsverbund NELE – Neue Unterrichtsstrukturen und Lernkonzepte durch berufliches Lernen in Lernfeldern in Bayern und Hessen[14]
- DFG Projekt FäLoU – Fächer- und Lernortübergreifender Unterricht in Bayern

## Schriften (Auswahl)
- Theoretische und praktische Aspekte der Zielbestimmung. Eine Darstellung anhand der Zielbestimmung für die pädagogische Weiterbildung von nebenberuflichen Lehrkräften in der beruflichen Weiterbildung. Düsseldorf: Verlagsanstalt Handwerk 1983.
- Modellversuchsforschung. Überlegungen zu einem wirtschaftspädagogischen Forschungsansatz. Köln: Müller Botermann 1992.
- Situationen gestalten. Von der Planung des Lehrens zur Ermöglichung des Lernens. Markt Schwaben: Eusl 1999.
- Lernen in Lernfeldern. Theoretische Analysen und Gestaltungsansätze zum Lernfeldkonzept. Markt Schwaben: Eusl 2000 (zusammen mit Reinhard Bader).
- Lernfelder implementieren. Zur Entwicklung und Gestaltung fächer- und lernortübergreifender Lehr-/Lernarrangements im Lernfeldkonzept. Paderborn: Eusl 2001 (zusammen mit H.-Hugo Kremer).
- Bildungsmanagement im Lernfeldkonzept. Curriculare und organisatorische Gestaltung. Paderborn: Eusl 2002 (zusammen mit Reinhard Bader).
- Schulnahe Curriculumentwicklung (PDF; 165 kB). In: bwp@, Ausgabe 4 (2003).
- Einführung in die Wirtschaftspädagogik. 2. Aufl. Paderborn: Eusl 2004 (zusammen mit Detlef Buschfeld & Martin Twardy).
- The competence clash – Dilemmata bei der Übertragung des ‚Konzepts der nationalen Bildungsstandards’ auf die berufliche Bildung (PDF; 250 kB). In: bwp@, Ausgabe 8 (2005) (zusammen mit Bernadette Dilger).
- Bildungsstandards in der beruflichen Bildung. Wirkungssteuerung beruflicher Bildung. Paderborn: Eusl 2007.
- Bildungsgangarbeit in beruflichen Schulen – ein didaktischer Geschäftsprozess? In: Zeitschrift für Berufs- und Wirtschaftspädagogik (ZBW), Heft 4, Band 103 (2007), S. 481–496.
- Berufsbildungsforschung im Kontext von Modellversuchen und ihre Orientierungsleistung für die Praxis – Versuch einer Bilanzierung und Perspektiven. In: Reinhold Nickolaus & Arnulf Zöller (Hrsg.): Perspektiven der Berufsbildungsforschung – Orientierungsleistungen in der Forschung für die Praxis. Bielefeld: Bertelsmann 2007, S. 11–60.
- Zu den Grundlagen eines Deutschen Qualifikationsrahmens (DQR). Konzeptionen, Kategorien, Konstruktionsprinzipien. Bielefeld: Bertelsmann 2008.
- Prozessbezogene Bildungsgangarbeit in der kaufmännischen Bildung – ein Designprojekt zur Sequenzierung. In: Jürgen Seifried u. a. (Hrsg.): Lehr-Lern-Forschung in der kaufmännischen Berufsbildung – Ergebnisse und Gestaltungsaufgaben. Stuttgart: Steiner 2010, S. 27–48.
- Wissensgenese in Design-Based-Research Projekten. In: Dieter Euler & Peter F. E. Sloane (Hrsg.): Design-Based Research. Stuttgart: Steiner 2014, S. 113–139.

## Herausgeberschaften (Auswahl)
- Zeitschrift ZBW – Zeitschrift für Berufs- und Wirtschaftspädagogik. 1904 gegründetes Refereed Journal (zusammen mit Dieter Euler, Reinhold Nickolaus & Ralf Tenberg).
- Schriftenreihe Wirtschaftspädagogisches Forum. Paderborn: Eusl (zusammen mit Dieter Euler).
- Schriftenreihe Higher Education – Texte zur Hochschuldidaktik und -entwicklung. Paderborn: Eusl.